# Cedar Falls
Cedar Falls est une ville américaine située dans le comté de Black Hawk dans l'Iowa. La population de la ville était en 2000 de 36 145 habitants. La ville forme une agglomération avec la ville de Waterloo.
La ville a été fondée en 1845 par William Sturgis, et fut baptisée Sturgis Falls en son honneur. Puis la famille Sturgis déménagea et la ville fut renommée Cedar Falls à cause de sa proximité avec la rivière Cedar, un affluent de la rivière Iowa.

## Architecture
- Église Saint-Patrick, construite par l'architecte français Emmanuel Masqueray
- Cotton Theater, inscrit au Registre national des lieux historiques

## Enseignement
L'université du Nord de l'Iowa se trouve à Cedar Falls.